# 溫帶床蝨
溫帶床蝨，又稱溫帶臭蟲，俗稱床蝨、南京蟲，是臭虫科臭虫属的一個物種。
其最終宿主是人類，是世界上主要的“滋擾害蟲”之一。雖然本物種名為「床蝨」，但其實整個臭蟲總科除了臭蟲科以外，其他物種都與蝽象關係比較密切。
儘管溫帶臭蟲的身上帶有28種可感染人類的病原體，沒有證據證明這些病原體可從溫帶臭蟲感染人類。